# オフィスキューブ
オフィスキューブ株式会社は、映像制作プロダクションである。2004年創立。

## 事業所
- 本社　東京都豊島区南池袋
- 沖縄オフィス（沖縄県宜野湾市大山）
- 以前は東京都港区に新橋オフィスが設けられていた。2010年に千駄ヶ谷に移転。2014年に池袋に移転。